# Polystichtis lucianus
Polystichtis lucianus är en fjärilsart som beskrevs av Fabricius 1793. Polystichtis lucianus ingår i släktet Polystichtis och familjen Riodinidae. Inga underarter finns listade i Catalogue of Life.